# I WISH
「I WISH」是日本的女子偶像組合「早安少女組。」的第10张单曲。於2000年9月6日由zetima发售。

## 概要
- 「I WISH」是TBS電視台節目「シドニー五輪」的主題曲。
- 此單曲只有「CD ONLY」1個版本。
- 在9月18日於公信榜單曲週排行榜取得第1位，繼「快樂夏季婚禮」後第4張公信榜每周銷量排名第一的單曲。
- 在第50回NHK紅白歌合戰以組曲形式演唱（快樂夏季婚禮 - LOVE MACHINE - I WISH）。

## 收錄曲
1. I WISH
（作詞・作曲：淳君　編曲：河野伸）
2. 憧憬My Boy（あこがれMy Boy）
（作詞・作曲：淳君　編曲：AKIRA）
3. I WISH (Instrumental)